# Альт-Хоэншёнхаузен
Альт-Хоэншёнха́узен (нем. Alt-Hohenschönhausen, произношениео файле) — десятый район в составе административного округа Лихтенберг в Берлине. На западе граничит с округом Панков, на востоке — Марцан-Хеллерсдорф.

## История
Альт-Хоэншёнхаузен (называвшийся тогда просто Шёнхаузен (нем. Schönhausen)) основан около 1230 года во времена расселения на восток немецкого населения Священной Римской империи, вероятно, переселенцами из одноимённой местности в Саксонии, откуда он и берёт своё название. К этому времени относится и строительство первой деревенской церкви, названной позднее в честь библейской горы Фавор. Хотя в документах, относящихся к 1288 году, можно встретить некоего Конрада фон Шёнхаузена (нем. Conrad von Schönhausen), по всей видимости, владельца этих мест, однако первое достоверное упоминание поселения приходится уже на 18 июля 1352 года. Отныне оно получает приставку Хоэн (нем. Hohen, т. е. высокий), что помогает отличить его от Нидершёнхаузена или нижнего Шёнхаузена. Согласно Земельной книги Карла IV в 1375 году Хоэншёнхаузен насчитывает 58 гуф, что соответствует площади около 1000 гектаров. В XVI—XVIII веках деревня находится в собственности семьи фон Рёбель (нем. von Röbel) и вследствие эпидемий и Тридцатилетней и Семилетней войн практически не развивается. Построенная на территории деревни дворянская усадьба последовательно меняет несколько хозяев (ими были сельские старосты, купцы, банкир, политик и изобретатель), что, однако, мало отражается на жизни остального поселения, в котором в 1652 году, например, жило лишь порядка 10 человек.
Лишь к концу XIX века начавшаяся индустриализация немецкой столицы и его окрестностей постепенно меняет облик Хоэншёнхаузена, бывшего типичной деревней рядовой застройки (нем. Straßendorf), где все строения располагаются вдоль одной улицы: в нём проводятся трамвайные линии и железная дорога, возводятся первые промышленные предприятия и школы, собственная ратуша, а также квартал загородных вилл. В 1920 году Хоэншёнхаузен, население которого составляет уже 6 тыс. человек, включён в состав Большого Берлина как часть округа Вайсензе (ныне в пределах Панкова), что, в свою очередь, только ускоряет строительство новых жилых микрорайонов.
После второй мировой войны, которая для Хоэншёнхаузена закончилась 22 апреля 1945 года вступлением в город частей Красной Армии, он оказывается в границах Восточного Берлина. Значительное увеличение населения Хоэншёнхаузена, которому способствовало массовое строительство высотных панельных домов, приводит к тому, что с 1985 года он становится ядром одноимённого округа столицы ГДР. Объединение Германии и последовавшие за ним административные изменения приводят в 2002 году к выделению отдельного района Ной-Хоэншёнхаузен, и с тех пор исторический Хоэншёнхаузен именуется с прибавлением Альт (т. е. Старый).

## Транспорт
По территории Альт-Хоэншёнхаузена проходят многочисленные трамвайные (M4, M5, M6, M13, M17, 16, 27) и автобусные (N56, N56, 256, 259, 294) маршруты. На границе района расположены станция линии S75 городской электрички Gehrenseestraße. Кроме того, здесь находится автобусный парк BVG Улица Индиры Ганди (нем. BVG-Betriebshof Indira-Gandhi-Straße), в котором, в частности, был проведён первый автобусный чемпионат Европы.

## Достопримечательности

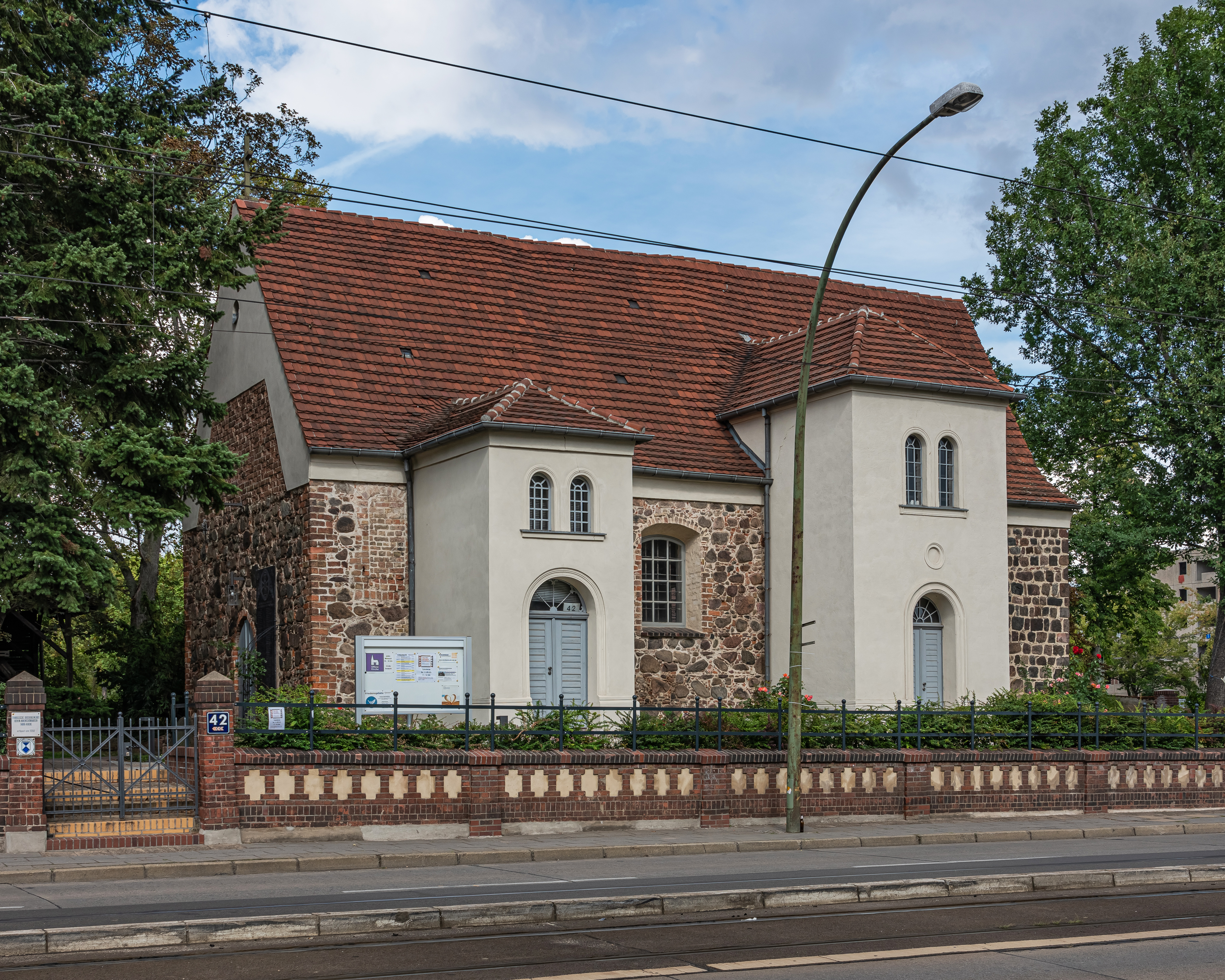
Деревенская церковь Альт-Хоэншёнхаузена

В целом, Альт-Хоэншёнхаузен является одним из многочисленных спальных районов немецкой столицы, в котором кроме однофамильных и многоэтажных жилых домов можно встретить и некоторые сохранившиеся исторические постройки, к числу которых относятся:
- Деревенская церковь Альт-Хоэншёнхаузена[нем.] — старейшее из сохранившихся строений района (XV век)
- замок Хоэншёнхаузен (около 1690 года)
- водонапорная башня возле озера Оберзе[нем.] (1910 год)
- здание бывшей пожарной части (1912 год)
- Мемориал павшим советским воинам

У южного берега искусственно заложенного озера Оберзе расположен существующий с 1913 года городской парк, а на соседнем озере Оранкезе действует организованный 16 лет спустя городской пляж. О советских воинах, павших в боях за Хоэншёнхаузен, напоминает небольшой мемориал, находящийся несколько южнее этих мест. Печальную известность получил созданный в Хоэншёнхаузене в мае 1945 года спецлагерь № 3, входивший в структуру НКВД, в котором за полтора года погибло около тысячи интернированных. Позднее лагерь был передан в ведение Министерства государственной безопасности ГДР, а теперь в нём располагается мемориальный комплекс. В районе немало промышленных предприятий (в том числе, построенная ещё в 1902 году пивоварня Gabriel & Richter, ныне Berliner-Kindl-Schultheiss), административных учреждений, а также спортивных сооружений, из которых особую известность имеет Спортфорум Хоэншёнхаузен — второй крупнейший спортивный комплекс Берлина, в котором помимо любителей тренируется примерно каждый десятый член сборных команд Германии.

## Знаменитые жители
К числу известных личностей, связанных с Альт-Хоэншёнхаузеном, относятся:
- Христиан Фридрих Шарнвебер[нем.] — прусский чиновник, один из авторов прусских реформ (жил в замке Хоэншёнхаузен)[22]
- Пауль Шмидт — изобретатель ручного фонаря и сухой батареи (жил в замке Хоэншёнхаузен)[23]
- Артур Беккер — деятель немецкого коммунистического движения (жил в Альт-Хоэншёнхаузене)[24]

## Галерея

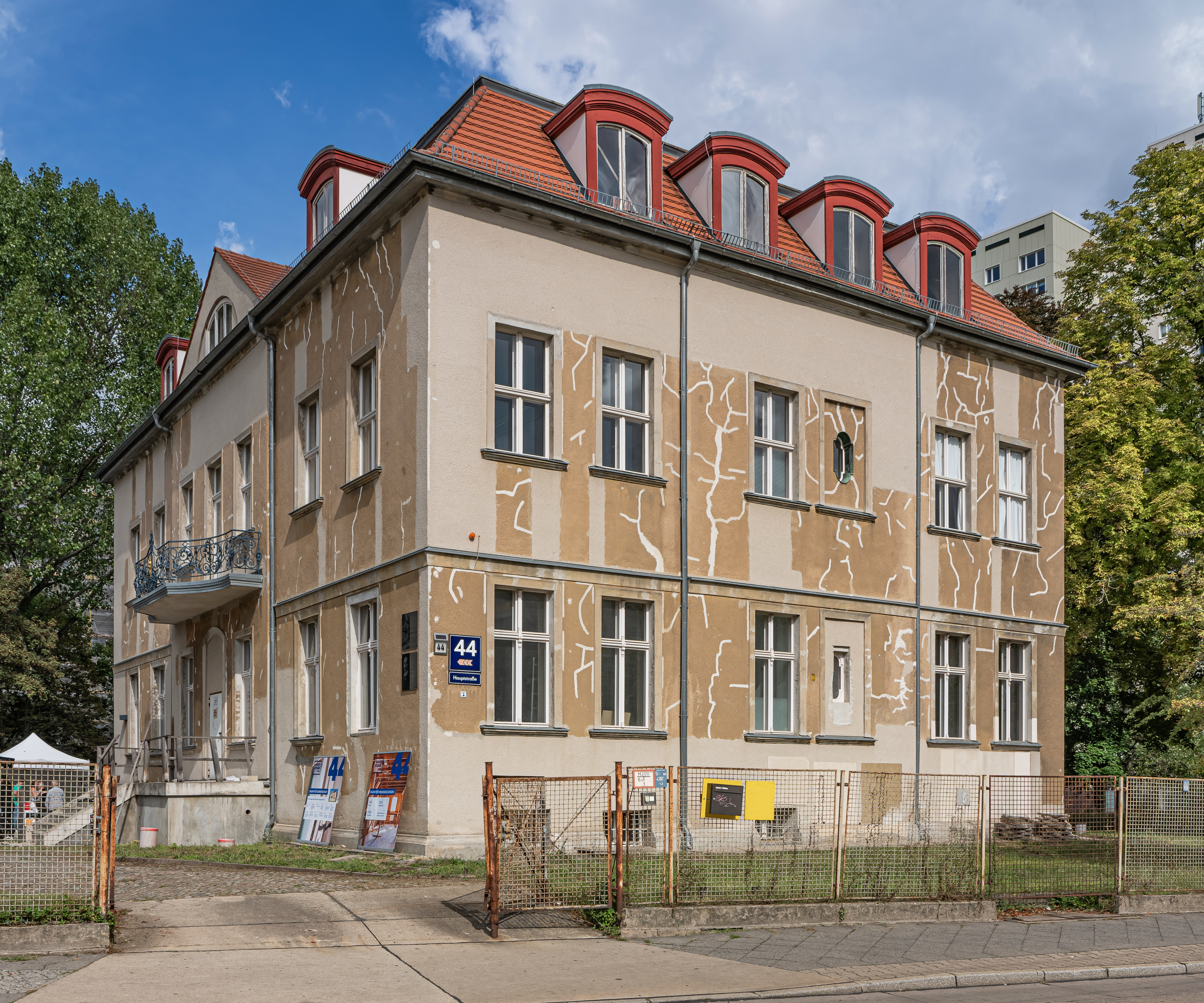
Замок Хоэншёнхаузен (на реставрации)
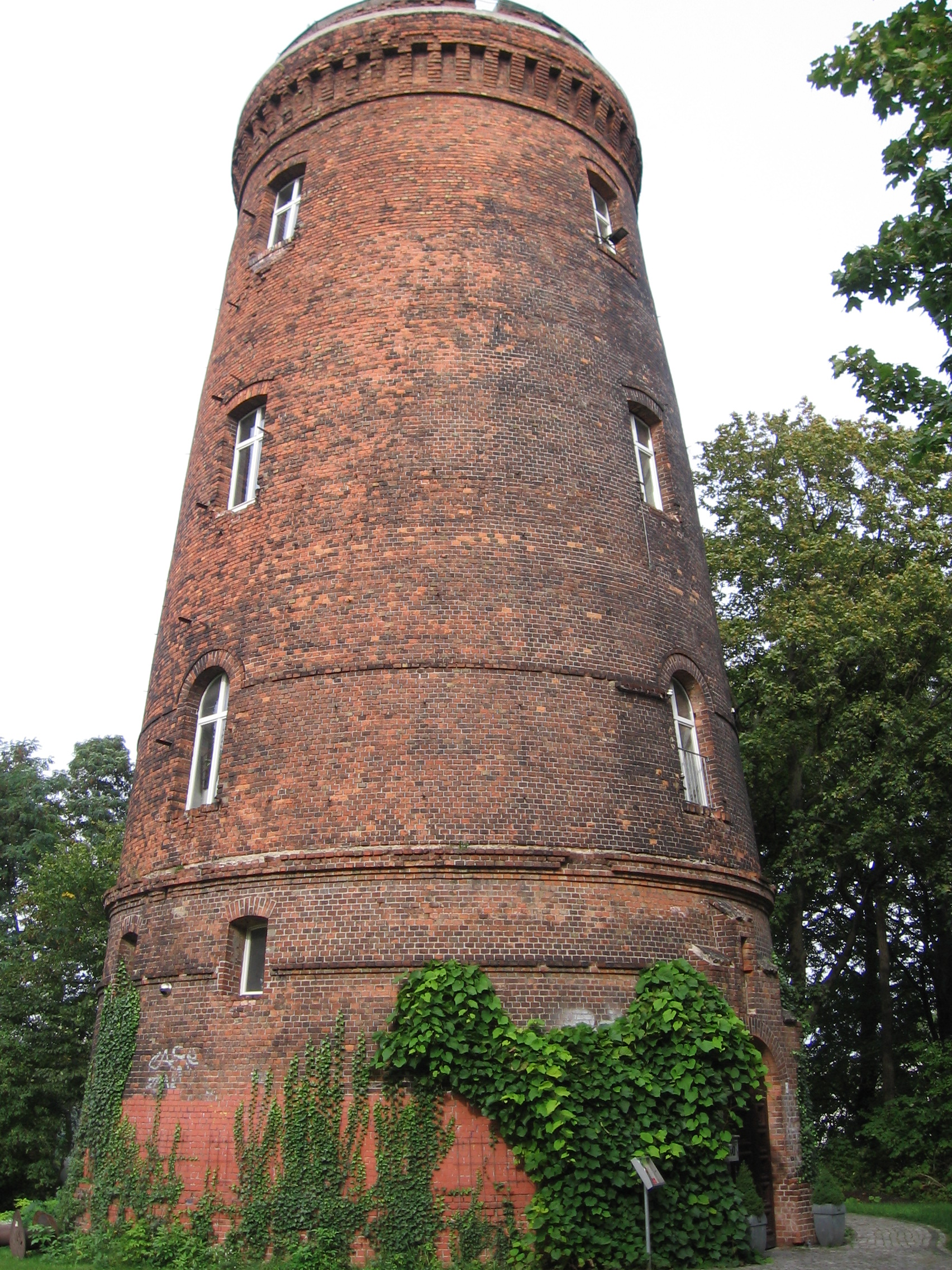
Водонапорная башня (ныне кафе)
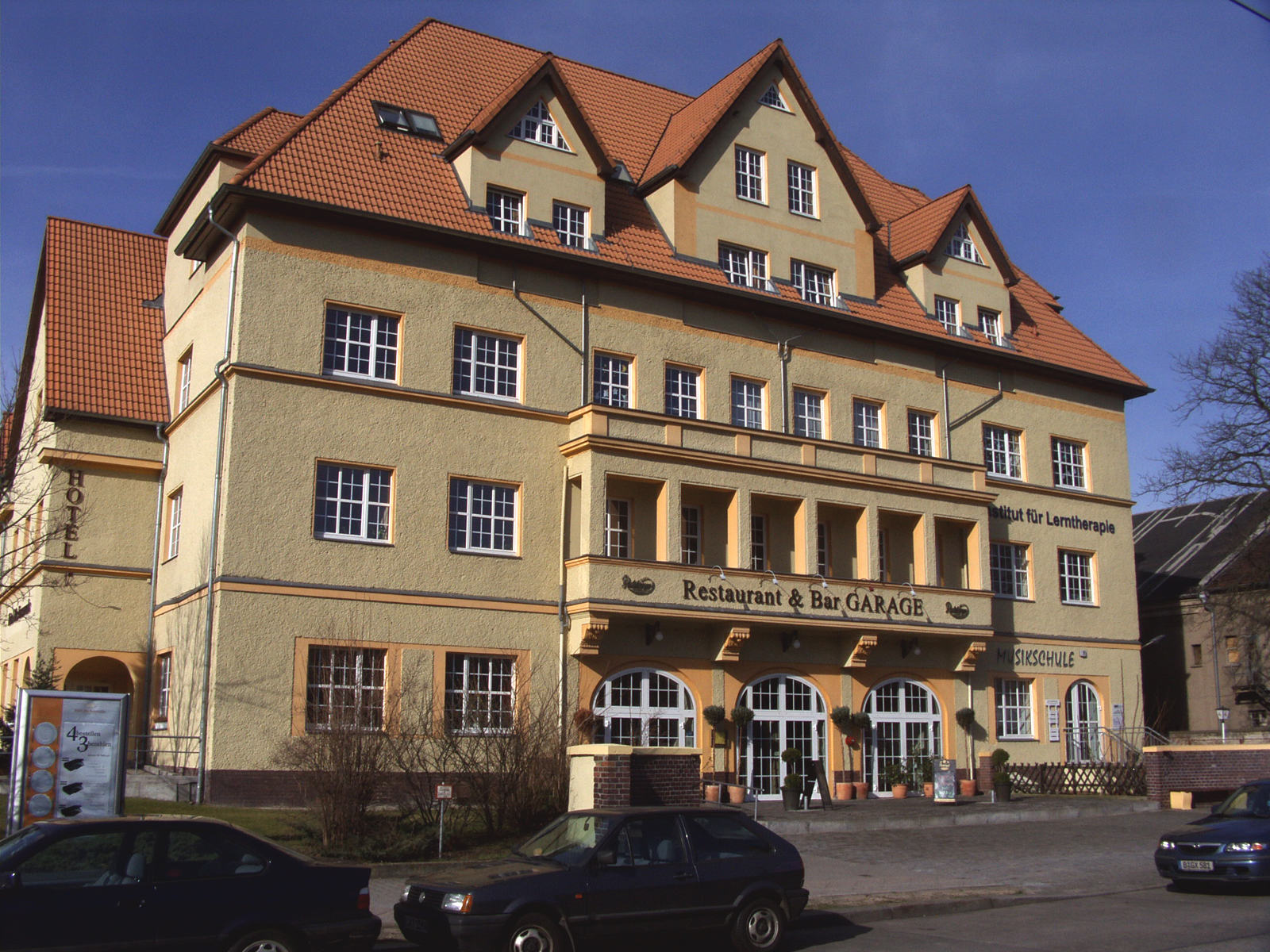
Здание бывшей пожарной части (ныне отель)
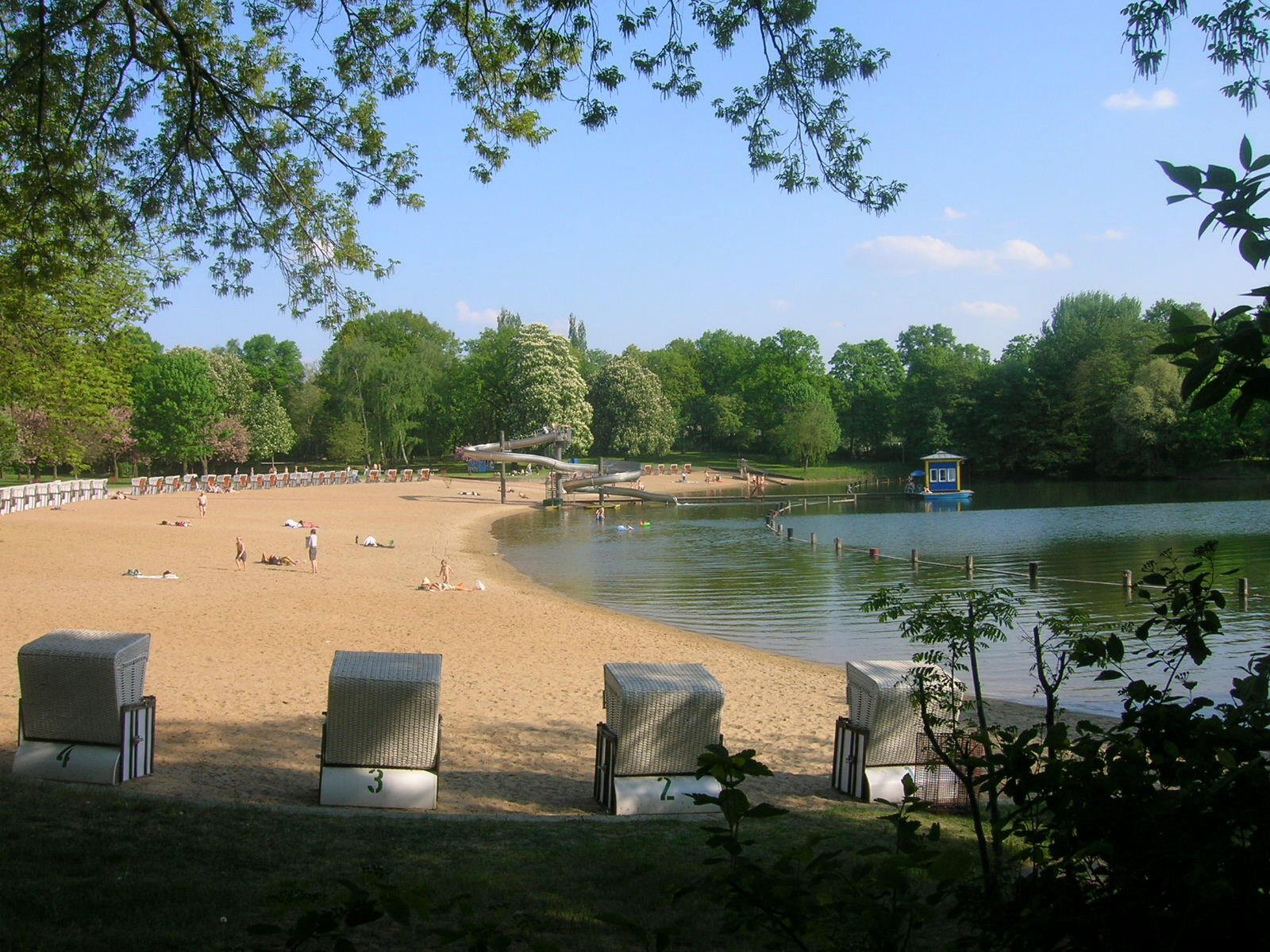
Пляж на озере Оранкезе
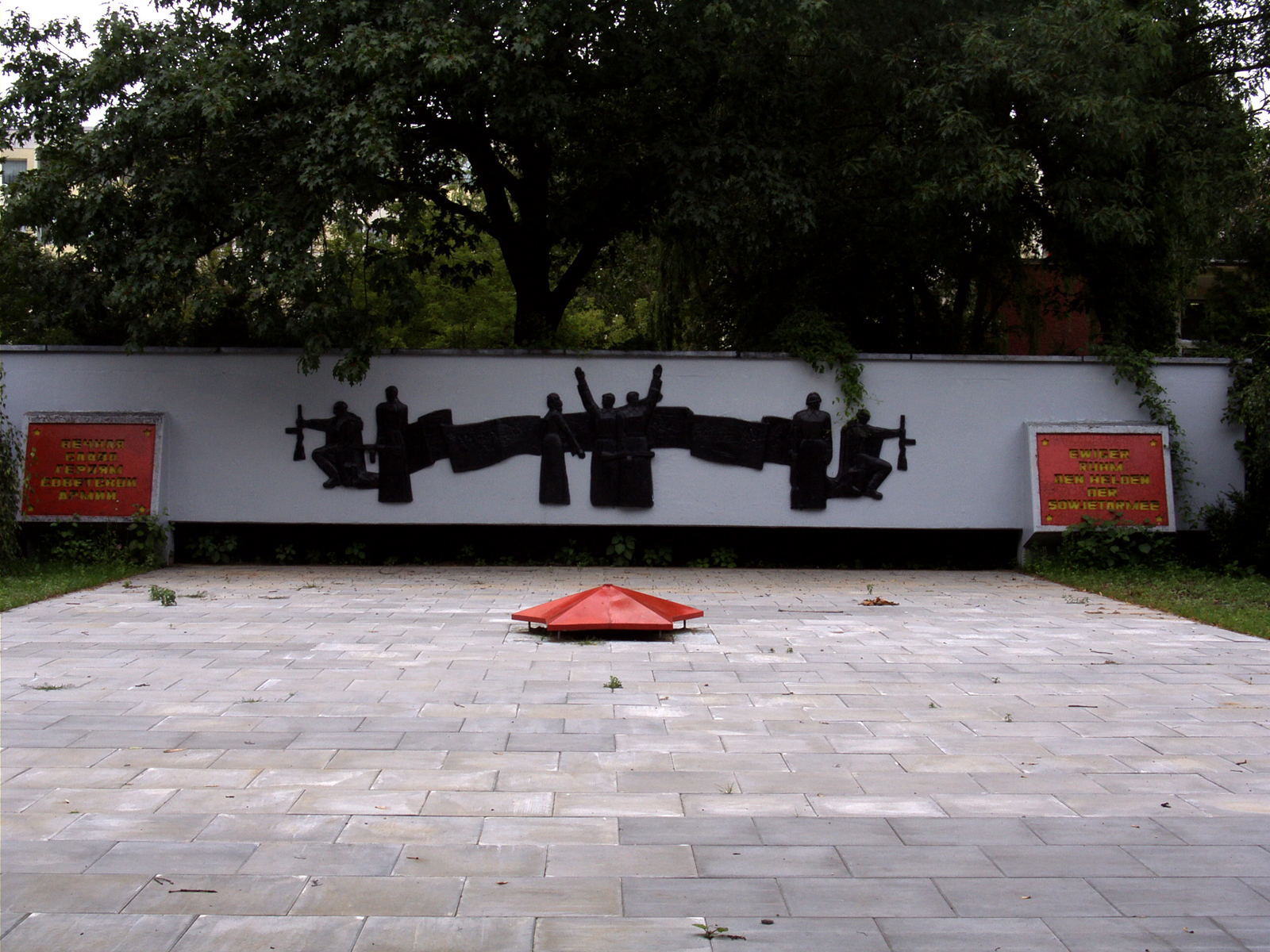
Мемориал павшим советским воинам в Хоэншёнхаузене
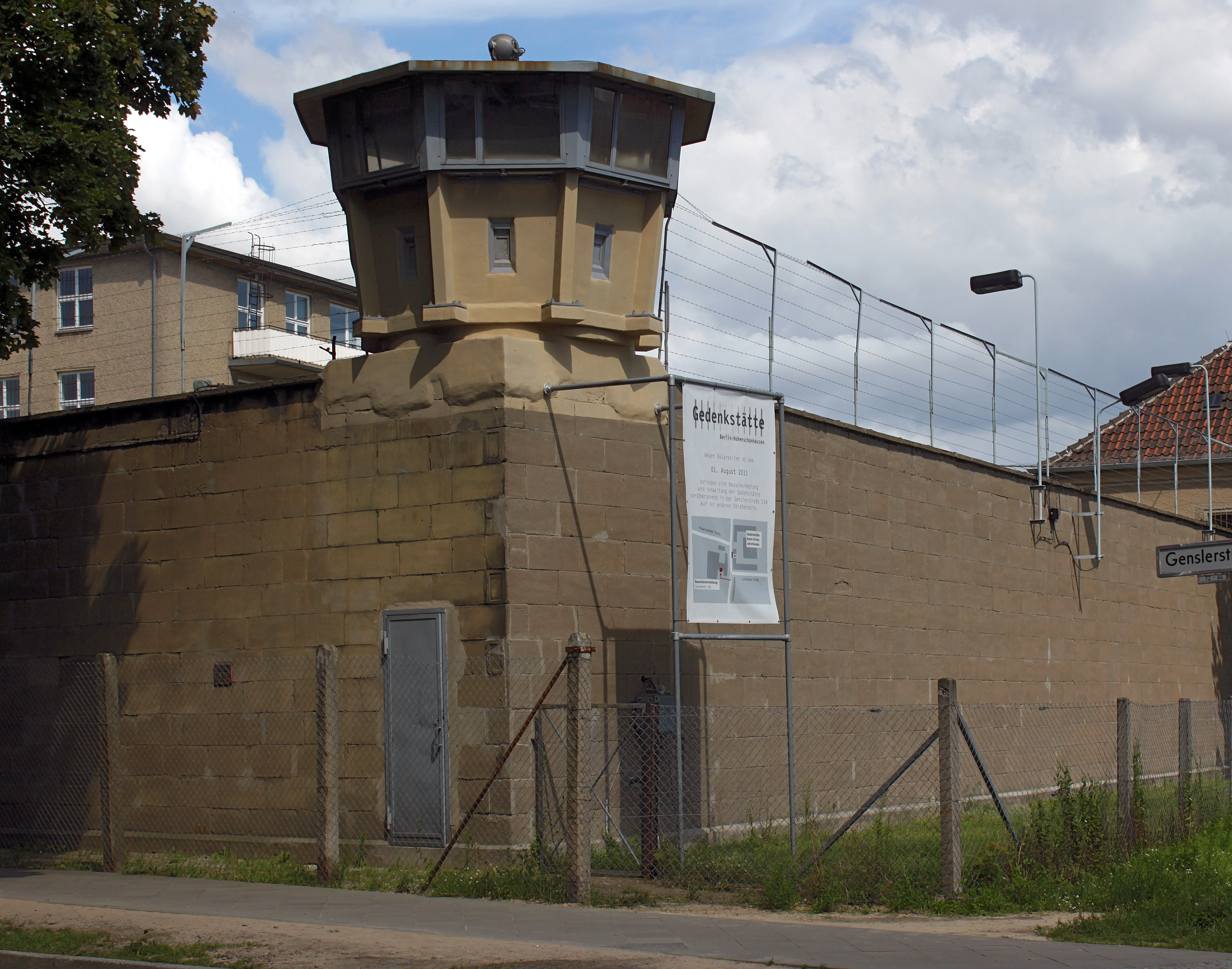
Бывшая тюрьма Штази
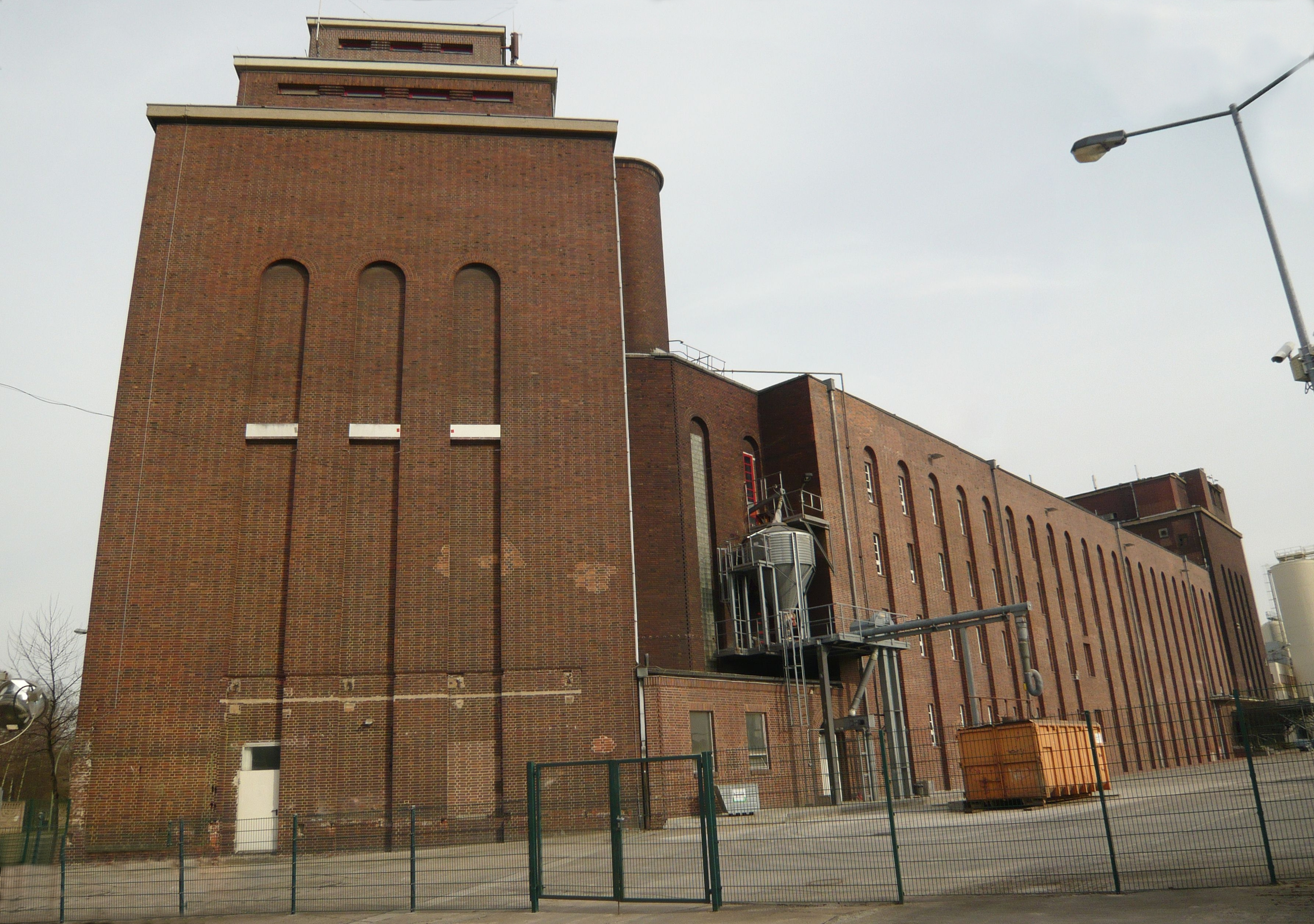
Пивоварня Berliner-Kindl-Schultheiss
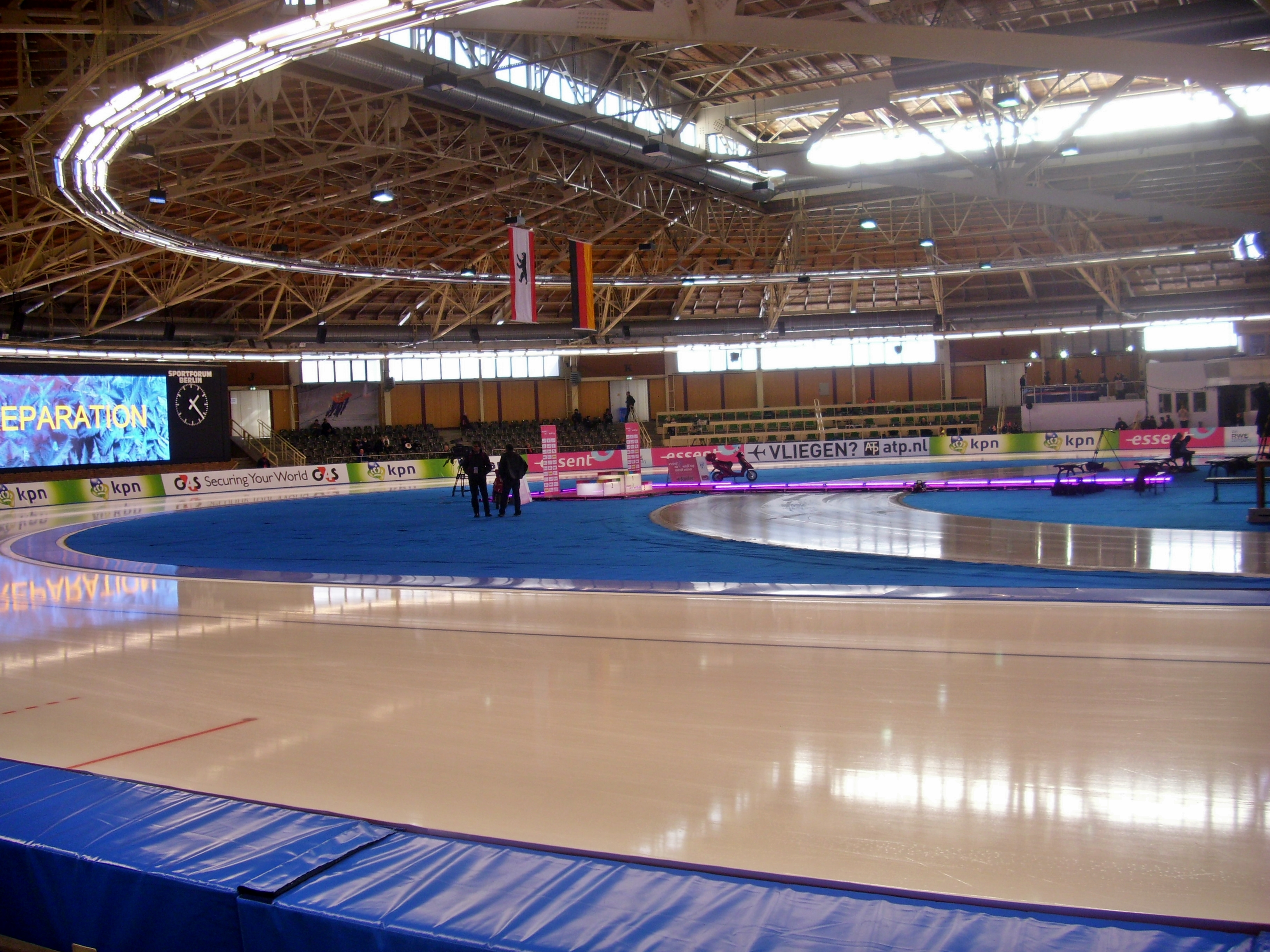
Конькобежный каток в Спортфоруме Хоэншёнхаузен